# 아틀러스
주식회사 아틀러스(株式会社アトラス, Atlus Co., Ltd.)는 일본의 비디오 게임 개발사 및 배급사다. 세가의 자회사로, 《여신전생》, 《페르소나》, 《세계수의 미궁》같은 롤플레잉 비디오 게임 시리즈를 비롯해 각종 비디오 게임을 제작한다.
1986년 4월 설립됐으며 1989년부터 자사에서 개발한 게임들을 직접 배급하기 시작했다. 2010년 인덱스에 흡수합병된 후 브랜드명으로서만 존재하다가 2013년 세가가 회사를 매입하면서 독립회사로 다시 분리돼 현재까지 존속중이다.
자회사로 미국에 게임 배급을 위한 회사 아틀러스 USA를 1991년부터 소유하고 있으며 유럽 지부는 2017년에 설립됐다.

## 개요
대표작으로 《여신전생 시리즈》, 《카두케우스 시리즈》, 《세계수의 미궁 시리즈》 등을 개발하였고, 《유그드라 유니온》, 《그로우랜서》시리즈 등을 배급하였다. 가정용 비디오 게임뿐만 아니라 업소용 아케이드 게임 개발 및 어뮤즈먼트 시설도 수도권을 중심으로 전개하였으나 현재 철수. 마스코트적 캐릭터로는 《여신전생》시리즈에 등장하는 잭 프로스트가 있다.

## 연혁
- 1986년 4월 - 컴퓨터 게임 개발 회사로 설립
- 1987년
  - 텔레넷, MSX용 소프트 디지털 데빌 이야기 여신전생 개발
  - 패미컴용 소프트 디지털 데빌 이야기 여신전생 개발, 남코에서 발매
- 1989년 12월 - 아틀러스 최초 자체브랜드로 게임보이 소프트 퍼즐보이 발매
- 1992년 10월 - 최초 슈퍼 패미컴 소프트 진 여신전생 발매
- 1995년 7월 - 업소용 기기 프린트 클럽 판매
- 1995년 12월 - 최초 세가 새턴 소프트 진 여신전생 데빌 서머너 발매
- 1997년 10월 7일 - JASDAQ 증권거래소 상장 (7866)
- 2003년 2월 - 최초 PS2 소프트 진 여신전생III-NOCTURNE 발매
- 2009년 1월 - 최초 DS 소프트 여신이문록 데빌 서바이버 발매
- 2010년 2월 2일 - 최초 PSP 소프트 여신전생 페르소나3 포터블 발매
- 2010년 4월 30일 - 상장 폐지
- 2011년 2월 17일 - 최초 HD게임 PS3용 소프트 캐서린 발매

## 게임 개발

### 여신전생시리즈

#### 디지털 데빌 스토리 시리즈
- 디지털 데빌 이야기
- 디지털 데빌 이야기 여신전생 (일본 텔레넷) (PC88, X1)
- 디지털 데빌 이야기 여신전생 (FC)
- 디지털 데빌 이야기 여신전생II(FC)
- 구약 여신전생 (SFC)

#### 진 여신전생 시리즈
- 진 여신전생 (SFC, PCE, MD, PS, GBA, Win2000, VC)
- 진 여신전생II (SFC, PS, GBA, Win2000)
- 진 여신전생if... (SFC, PS, Win2000)
- 진 여신전생 NINE 스탠드 아론편 (Xbox)
- 진 여신전생III-NOCTURNE（PS2）
- 진 여신전생III-NOCTURNE 매니악스 (PS2)
- 진 여신전생if...하자마편 (휴대전화)
- 진 여신전생-20XX (휴대전화)
- 여신전생IMAGINE (WinXP) ※2008년 4월 4일에진 여신전생IMAGINE으로 개칭
- 진 여신전생 도쿄 진혼가 (휴대전화)
- 진 여신전생 데빌 콜로세움 20XX (휴대전화)
- 진 여신전생 STRANGE JOURNEY (DS)
- 진 여신전생 IV (3DS)
- 진 여신전생 IV FINAL (3DS)

#### 데빌 서머너 시리즈
- 진 여신전생 데빌 서머너 (SS、PSP)
- 진 여신전생 데빌 서머너 ~악마전서~ (SS)
- 진 여신전생 ~빛과 어둠의 진혼가~ (플레이바이메일, 主催：株式会社M2）
- 데빌 서머너 소울 해커즈 (SS、PS, 3DS)
- 데빌 서머너 소울 해커즈 악마전서 제2집 (SS)
- 데빌서머너 쿠즈노하 라이도우 대 초력병단 (PS2)
- 데빌 서머너 소울 해커즈 Intruder (휴대전화)
- 데빌 서머너 쿠즈노하 라이도우 대 아바돈왕 (PS2)

#### 데빌 칠드런 시리즈
- 진 여신전생 데빌칠드런 흑의 서/적의 서 (GB, PS)
- 진 여신전생 데빌칠드런 백의 서 (GB)
- 진 여신전생 데빌칠드런 빛의 서/어둠의 서 (GBA)
- 진 여신전생 데빌칠드런 퍼즐de콜! (GBA)
- 진 여신전생 데빌칠드런 염의 서/빙의 서 (GBA)
- 진 여신전생 데빌칠드런 메시아라이저 (GBA)

#### 라스트 바이블 시리즈
- 여신전생 외전 라스트 바이블 (GB, GBC, GG)
- 여신전생 외전 라스트 바이블II(GB, GBC)
- 라스트 바이블III (SFC)
- 어나더 바이블 (GB)
- 여신전생 외전 라스트 바이블 스페셜 (GG)
- 여신전생 외전 신약 라스트 바이블 (휴대전화)

#### 마신전생 시리즈
- 마신전생 (SFC, Win2000)
- 마신전생II SPIRAL NEMESIS（SFC、 Win2000）
- RONDE -윤무곡- (SS)
- 마신전생 blind thinker (휴대전화)

#### DIGITAL DEVIL SAGA 시리즈
- DIGITAL DEVIL SAGA 아바탈 튜너 (PS2)
- DIGITAL DEVIL SAGA 아바탈 튜너2 (PS2)
- DIGITAL DEVIL SAGA 아바탈 튜너 A's TEST Server (휴대전화)

#### 데빌 서바이버 시리즈
- 여신이문록 데빌 서바이버 (DS)
- 여신이문록 데빌 서바이버 오버 클록 (3DS)
- 데빌 서바이버 2 (DS)
- 데빌 서바이버 2 브레이크 레코드 (3DS)

#### 페르소나 시리즈
- 여신이문록 페르소나（PS, Win95/98, PSP）
- 여신이문록 페르소나 이공의 탑편 (휴대전화)
- 페르소나1 포터블 (PSP)
- 페르소나2 죄 (PS)
- 페르소나2 벌 (PS)
- 페르소나2 죄 로스트 메모리즈 (휴대전화)
- 페르소나3 더 나이트 비포어 (Win)
- 페르소나 3（PS2）
- 페르소나 3 페스 (PS2)
- 아이기스 THE FIRST MISSION (휴대전화)
- 여신전생QIX 페르소나3 (휴대전화)
- 여신전생CHAINING SOUL 페르소나3 (휴대전화)
- 페르소나 3 엠 (휴대전화)
- 페르소나 3 포터블 (PSP)
- 페르소나 아인소프 (Win)
- 페르소나4 (PS2)
- 페르소나4 더 골든 (Vita)
- 페르소나 4 디 얼티밋 인 마요나카 아레나 (PS3)
- 페르소나 4 디 얼티맥스 울트라 수플렉스 홀드 (PS3)
- 페르소나 4 댄싱 올 나이트 (Vita)
- 페르소나Q: 섀도우 오브 더 라비린스(3DS)

- 페르소나5 (PS3)

#### 기타 여신전생 시리즈
- 위전·여신전생 도쿄 묵시록（PC98、 Win95）
- 진 여신전생 트레이딩 카드 카드 서머너 (GB)
- 잭 브라더스 (VB)
- 환영이문록 (Wii U)

### 호혈사일족시리즈
- 호혈사일족 (AC, MD, SFC)
- 호혈사일족 2 약간만 최강전설 (AC, PS)
- 호혈사외전 최강전설 (AC)
- 호혈사일족 3 그루브 온 파이트 (AC, SS)
- 신 호혈사일족 투혼 (AC, NGO)
- 신 호혈사일족 번뇌해방 (PS2)
- 호혈사일족 선조공양 (AC)

### 스노우보드 키즈 시리즈
- 스노우보드 키즈 (N64)
- 스노우보드 키즈 2 (N64)
- SBK: 스노우보드 키즈 (DS)

### 카두케우스 시리즈
- Trauma Center: New Blood (Wii)
- Trauma Center: Second Opinion (Wii)
- Trauma Center: Under the Knife (DS)
- Trauma Center: Under the Knife 2 (DS)
- Trauma Team (Wii)

### 세계수의 미궁시리즈
- 세계수의 미궁 (DS)
- 세계수의 미궁II: 제왕의 성배 (DS)
- 세계수의 미궁III: 성해의 내방자 (DS)
- 세계수의 미궁 IV: 전승의 거신 (3DS)
- 신 세계수의 미궁 밀레니엄의 소녀 (3DS)
- 신 세계수의 미궁 2 파프닐의 기사 (3DS)
- 세계수와 이상한 던전 (3DS)

### 기타
- 에리카와 사토루의 꿈 모험 (FC)
- 마검 X (DC)
- 마켄샤오 (PS2)
- 구룡요마학원기 (PS2)
- 래디안트 히스토리아 (DS)
- 노라와 시간의 공방 안개숲의 마녀 (DS)
- 프린세스 크라운 (PSP)
- 캐서린 (PS3)

## 관련 인물
주요 크리에이터
- 카네코 카즈마
- 이소가이 쇼고
- 하시노 카츠라
- 소에지마 시게노리
- 메구로 쇼지

전 임원
- 오카다 코지
- 아이하라 세이고 (流星野郎)
- 사토미 타다시
- 니이로 카즈야
- 무라타 렌지